# Melanagromyza bryani
Melanagromyza bryani är en tvåvingeart som beskrevs av Mitsuhiro Sasakawa 1963. Melanagromyza bryani ingår i släktet Melanagromyza och familjen minerarflugor. Inga underarter finns listade i Catalogue of Life.